# گاریبالدی ۴۳۱۷
سیارک ۴۳۱۷ (به انگلیسی: 4317 Garibaldi، نامگذاری:1980DA1) چهار هزار و سیصد و هفدهمین سیارک کشف شده‌است که در ۱۹ فوریه ۱۹۸۰ کشف شد.
قدر مطلق سیارک برابر ۱۰٫۴۰ است.